# Sharone Bauer
Sharone Bauer, née le 12 avril 2000 à Haguenau, est une joueuse de badminton qui a remporté le Championnat d'Europe par équipes mixtes juniors 2018 et a eu la médaille de bronze du Championnat d'Europe par équipes féminines 2020 .

## Biographie
Sharone Bauer a commencé le badminton et la gymnastique à l'âge de huit ans. Deux ans plus tard, elle a choisi de se concentrer sur le badminton. Elle a fait ses études à l'Université Paris XII,, puis à la faculté des Sciences et du Sport à Strasbourg.
En 2017, Sharone a été sélectionnée pour l'équipe de France de badminton. En 2018, elle a remporté le championnat par équipes mixtes aux Championnats d'Europe junior.
En 2019, Sharone Bauer et son partenaire de double mixte William Villeger ont atteint pour la première fois la finale des tournois internationaux à l'Open de République tchèque, puis se sont également qualifiés pour la finale des Internationaux norvégiens. En 2020, Sharone a participé au Championnat d'Europe par équipe féminine en tant que le plus jeune membre de l'équipe de France où elles ont remporté la médaille de bronze. En 2021, la paire Sharone Bauer/William Villeger a atteint les finales de l'International du Portugal et de l'Open d'Autriche, où ils ont fini sur la deuxième marche du podium.

## Palmarès

### Championnats d'Europe par équipe féminine
Médaille d'argent au Championnats d'Europe par équipe féminine 2024 à Łódź.

### Tournoi internationaux
Double dames
| Année | Tournoi                                   | Partenaire      | Adversaires                   | Score       | Résultat  |
| ----- | ----------------------------------------- | --------------- | ----------------------------- | ----------- | --------- |
| 2022  | 57 Portuguese International Championships | Vimala Heriau   | Yeung Nga Ting Yeung Pui Lam  | 14–21, 8–21 | Finaliste |
| 2023  | VICTOR Future Series Nouvelle-Aquitaine   | Emilie Vercelot | Bengisu Ercetin Nazlıcan Inci | 16-21, 9-21 | Finaliste |

Double mixte
| Année | Tournoi                                   | Partenaire       | Adversaires                                    | Score               | Résultat  |
| ----- | ----------------------------------------- | ---------------- | ---------------------------------------------- | ------------------- | --------- |
| 2019  | FZ FORZA Norwegian International          | William Villeger | Mads Emil Christensen Emma Karlsson            | 19–21, 21–16, 12–21 | Finaliste |
| 2019  | LI-NING Czech Open                        | William Villeger | Jakub Bitman Alžběta Basova                    | 15-21, 21-23        | Finaliste |
| 2021  | Open d'Autriche                           | William Villeger | Choong Hon Jian Toh Ee Wei                     | 21–16, 9-21, 19-21  | Finaliste |
| 2021  | 56 Portuguese International Championships | William Villeger | Callum Hemming Jessica Pughdf                  | 18-21, 21-19, 15–21 | Finaliste |
| 2022  | FZ FORZA Norwegian International          | Lucas Corvée     | Mihajlo Tomic Andjela Vitman                   | 21-19, 13-21, 21-13 | Vainqueur |
| 2022  | YONEX Luxembourg Open                     | Lucas Corvée     | Verrell Yustin Mulia Bernadine Anindya Wardana | 21–18, 17–21, 22–20 | Vainqueur |
| 2023  | VICTOR Future Series Nouvelle-Aquitaine   | Eloi Adam        | Dyon Van Wijlick Jaymie Laurens                | 9–21, 23–21, 21–15  | Vainqueur |

 BWF International Challenge
 BWF International Series
 BWF Future Series

### National
Championnats de France
| Année | Tableau      | Partenaire      | Résultat |
| ----- | ------------ | --------------- | -------- |
| 2024  | Double mixte | Eloi Adam       | Argent   |
| 2024  | Double dames | Emilie Vercelot | Bronze   |
| 2022  | Double dames | Delphine Delrue | Argent   |